# 贵州大花杜鹃
贵州大花杜鹃（学名：Rhododendron magniflorum），为杜鹃花科杜鹃花属下的一个植物种。